# Min öömrang lun
Das Amrumer Heimatlied Min öömrang lun ist von Lorenz Conrad Peters (* 1885,† 1949) auf Öömrang geschrieben. Es hat sich, obwohl es ein Föhrer Autor war, zur Regionalhymne Amrums entwickelt. Die vier Strophen des Liedes wurden in Granitsteine gemeißelt und über die Insel verteilt aufgestellt.

## Das Lied
| Öömrang | Deutsch | Stein | Ort                                               |
| --- | --- | ----- | ------------------------------------------------- |
| Dü min tüs, min öömrang lun, huar so huuch a düner stun, huar bi a Kniip a braanang bromet, huar a waastwinj ei ferstomet, iiwag spelet mä a sun, leef haa’k di, min öömrang lun!       | Mein zu Haus, mein Amrum, schön, wo so hoch die Dünen steh’n, wo bei Kniep die Brandung brummt, wo der Westwind nie verstummt, ewig spielt dort mit dem Sand, ich lieb’ dich, mein Amrum-Land.                             |       | Wittdün 54° 37′ 39,2″ N, 8° 22′ 45,9″ O           |
| Dü min tüs, min öömrang lun! Rikdum as diar ei tu fun, skraal san ääkerlun an fäänen, man diar wene jo bekäänden, diar min hart am naisten stun, leef haa’k di, min öömrang lun!        | Mein zu Haus, mein Amrum-Land, Reichtum dort noch niemand fand, arm sind Äcker dort und Fennen, schön ist, alle dort zu kennen, die dem Herzen nahe steh’n, ich lieb’ dich, mein Amrum, schön!                             |       | Norddorf 54° 40′ 20,8″ N, 8° 20′ 28,7″ O          |
| Dü min tüs, min öömrang lun iarelk san diar hart an hun, trauhaid luket ütj ark wönang, riker felst dü üs en könang, arken koon di diar ferstun, leef haa’k di, min öömrang lun!        | Mein zu Haus, mein Amrum-Land, ehrlich sind dort Harz und Hand, aus den Fenstern guckt Vertrauen, darauf kannst du sicher bauen, jeder kann dich dort versteh’n, ich lieb’ dich, mein Amrum, schön.                        |       | Steenodde 54° 38′ 16,5″ N, 8° 22′ 39,5″ O         |
| Dü min tüs, min öömrang lun, leewen mei din aard bestun! Wat a feedern üs ferareft, läät’s dach sä, dat det ei stareft! Jääw wi’t ap, det wiar en skun! Leef haa’k di, min öömrang lun! | Du mein Zuhause, mein Amrumer Land, immer soll deine Art bestehen! Was die Väter uns vererbt, lasst uns doch sehen, dass das nicht stirbt! Gäben wir es auf, das wäre eine Schande, lieb hab’ ich dich, mein Amrumer Land! |       | Nebel, Öömrang Hüs 54° 39′ 3,4″ N, 8° 21′ 24,9″ O |